# Natalja Šikolenková
Natalja Šikolenková, rusky Наталья Ивановна Шиколенко, bělorusky Наталля Шыкаленка (1. srpna 1964 Andižan – 15. května 2025) je bývalá běloruská oštěpařka, mistryně světa z roku 1995.

## Sportovní kariéra
Na olympiádě v Barceloně získala stříbrnou medaili v hodu oštěpem. Další medaile v této disciplíně získala na světových šampionátech v roce 1993 (bronzovou) a v roce 1995 (tehdy se stala mistryní světa výkonem 67,56 metru).